# آرتور سارگسیان (کشتی‌گیر)
آرتور سارگسیان (به روسی: Артур Саргсян؛ زادهٔ ۱۳ مارس ۱۹۹۸) یک کشتی‌گیر فرنگی‌کار اهل کشور روسیه است.
از افتخارات وی می‌توان به کسب مدال برنز قهرمانی کشتی جهان ۲۰۲۱ اشاره کرد.

## فعالیت حرفه‌ای

### قهرمانی کشتی جهان ۲۰۲۱
سارگسیان در وزن ۹۷ کیلوگرم کشتی فرنگی قهرمانی کشتی جهان ۲۰۲۱ اسلو شرکت کرد، او در مسابقه اول به محمدهادی ساروی از ایران باخت و با توجه به حضور این کشتی‌گیر در فینال، به دیدار شانس مجدد رفت. او در مرحله شانس مجدد گئورگی ملیا از گرجستان را شکست داد و به دیدار رده‌بندی رسید. وی در این دیدار نیکولوز کاخلاشویلی از ایتالیا را شکست داد و مدال برنز را بدست آورد.